# Isdera Commendatore 112i
 O Isdera Commendatore 112i é um carro conceitual concebido e desenvolvido pela Isdera, fabricante alemã de automóveis de baixo volume. Introduzido no Salão de Frankfurt de 1993, o 112i tinha uma carroceria aerodinâmica compacta e elegante e seria o sucessor do Imperator 108i, mas a falta de reservas financeiras levou a empresa à falência e apenas um protótipo foi concluído. Um segundo carro foi construído em 1999 e foi vendido a um empresário suíço.

## História e Desenvolvimento
Depois que o Imperator 108i terminou a produção em 1993, Isdera estava trabalhando no desenvolvimento de um novo modelo. Em 1989, os primeiros modelos de argila tomaram forma e o trabalho de desenvolvimento foi realizado até 1993. O novo carro chamado Commendatore 112i foi nomeado em homenagem a Enzo Ferrari (A Ferrari recebeu o título de Commendatore II). Comendatore significa Cavaleiro Comandante no idioma italiano.
O design elegante foi inspirado nos famosos carros de corrida do Grupo C. Eberhard Schultz, o fundador da empresa, contratou engenheiros e técnicos da Mercedes-Benz com a aprovação da empresa no desenvolvimento do carro.
O 112i tinha uma transmissão manual de 6 marchas construída pela Getrag — transferindo energia para as rodas traseiras — que era compartilhada com o Porsche 911 Turbo, os freios ABS que mediam 13 in (330 mm) e na frente e 12 in (305 mm) parte traseira e o sistema de suspensão foram compartilhados com o Porsche 928 enquanto os faróis foram compartilhados com o Porsche 968 . O carro teve a carroceria construída à mão em um chassis spaceframe de aço tubular e tem 18 polegadas rodas de liga de ouro BBS envolvidas em pneus medindo 255/35 ZR18 na frente e 295/35 ZR19 na parte traseira. As grandes entradas laterais ajudam a arrefecer o motor.
O motor era um Mercedes-Benz M120 V12 de 6,0 litros (usado pela primeira vez no Mercedes-Benz C112 e mais tarde usado no Mercedes-Benz SL600 AMG e no Pagani Zonda S). Foi especialmente modificado para lidar com a transmissão manual. As modificações incluíram um volante desenvolvido internamente e uma ECU da Bosch. O motor gerava uma potência máxima de 414 PS (304 kW; 408 hp)       a 5.200 rpm e 580 N·m (428 lb·ft) de torque a 3.800 rpm.
O 112i tinha tecnologias avançadas na época, incluindo portas com asas de gaivota, uma cobertura de motor de asa de gaivota para facilitar o acesso ao motor, um chassi sensível à velocidade que abaixava o carro em 3 in (76 mm) em altas velocidades, um sistema de suspensão ativa e um freio aerotransportado eletronicamente.
O 112i reteve o espelho retrovisor periscópio do Imperator 108i em vez dos espelhos retrovisores convencionais. Tem uma parte inferior lisa e o limpador de para-brisa de um trem-bala para melhorar a aerodinâmica. A longa cauda do carro também melhorou o fluxo de ar sobre ele. O airbrake subiu na posição vertical enquanto freiava atuando como um defletor de vento para ajudar a desacelerar o carro (semelhante a um pára-quedas). O carro tinha um coeficiente de arrasto de C quando testado no túnel de vento da Mercedes-Benz.
O interior do carro foi feito principalmente sob encomenda e continha dois estofos de couro azul e preto de tom juntamente com assentos esportivos de couro RECARO. O carro tinha largas soleiras que abrigavam os dois tanques de combustível. Os mostradores e outros instrumentos (excluindo o volante que era da OMP) eram da Mercedes-Benz e o velocímetro lia até 400 km/h (249 mph)     .
A Isdera planejou uma produção limitada do 112i como seu antecessor e citou que cada carro levaria seis meses para ser concluído. O carro não estava funcional quando foi introduzido. O desenvolvimento do carro custou um total de € 4.000.000. Isso combinado com a recessão econômica em curso levou a empresa à falência logo após a introdução do carro. A empresa foi então comprada por investidores suíços, com os quais Schultz completou o carro para torná-lo acionável na estrada.
Seis anos depois, outro carro totalmente funcional foi produzido com base no Commendatore 112i e foi chamado de "Silver Arrow". No exterior, o carro tinha espelhos retrovisores convencionais e rodas de liga leve de cinco raios Mercedes-Benz em vez das unidades de ouro BBS. O motor era uma unidade Mercedes M120 V12 de 6,9 litros, que gerou um total de 619 PS (455 kW; 611 hp)       . Curiosamente, não havia nenhum emblema da Isdera no carro e tinha o emblema da Mercedes-Benz em seu lugar. O Silver Arrow foi revelado no Salão de Frankfurt de 1999.

## Performance
O 112i foi reivindicado para acelerar a 100 km/h (62 mph) em 4,7 segundos e com uma velocidade máxima de 212 mph (341 km/h).  O Silver Arrow foi reivindicado com uma velocidade máxima de 230 mph (370 km/h) durante os testes.

## Uso posterior
O Silver Arrow foi comprado pelo empresário suíço Albert Klöti a um preço de € 1.500.000. Albert manteve o carro por 5 anos depois de oferecê-lo no eBay para venda por US$ 3.000.000 em 2005. O carro não conseguiu vender após o qual foi vendido novamente em 2010. O Commendatore 112i original foi mantido pela Isdera e faz aparições em exposições de modelos.

## Outras mídias
O Commendatore 112i foi apresentado no videogame de 1997 da Electronic Arts, Need for Speed II . O Silver Arrow foi apresentado em um pequeno documentário sobre Albert Klöti.